# بتا قطب‌نما
بتا قطب‌نما یک ستاره است که در صورت فلکی قطب‌نما قرار دارد.